# Punta del Marqués

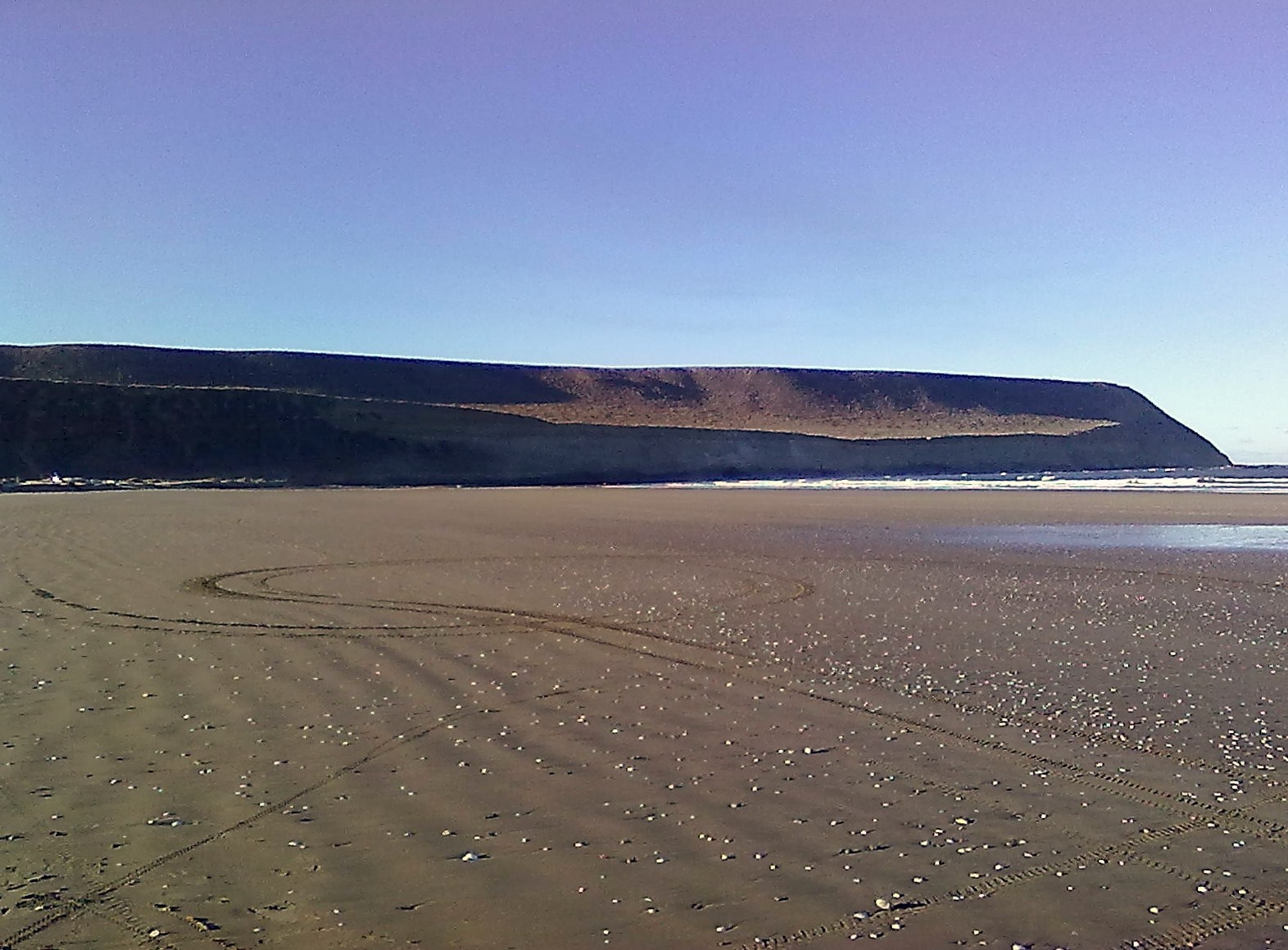
Vista desde Playa Bonita, obsérvese la profunda erosión marina.

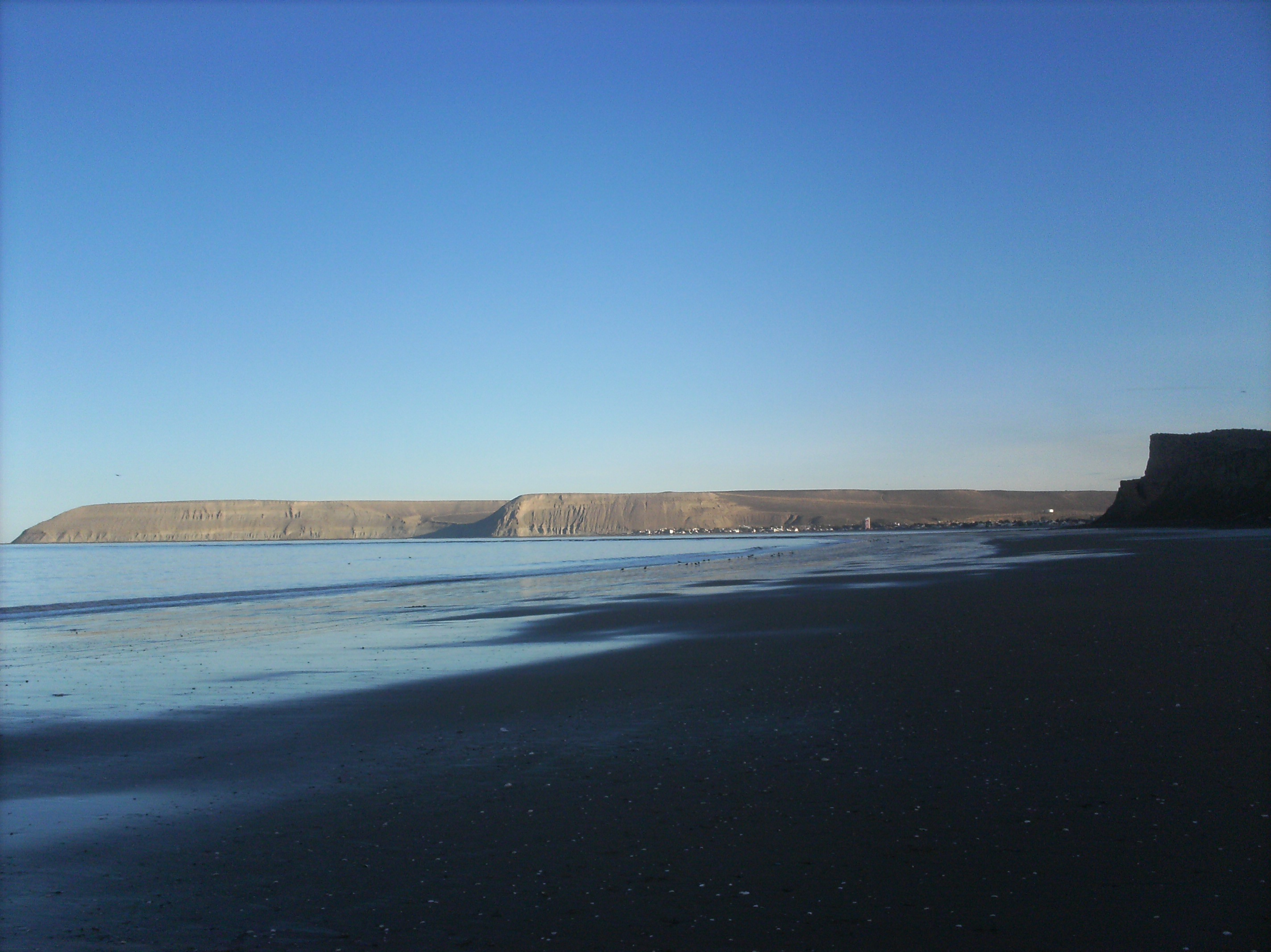
Vista hacia el sur de Punta del Marqués desde la playa 99, Comodoro.

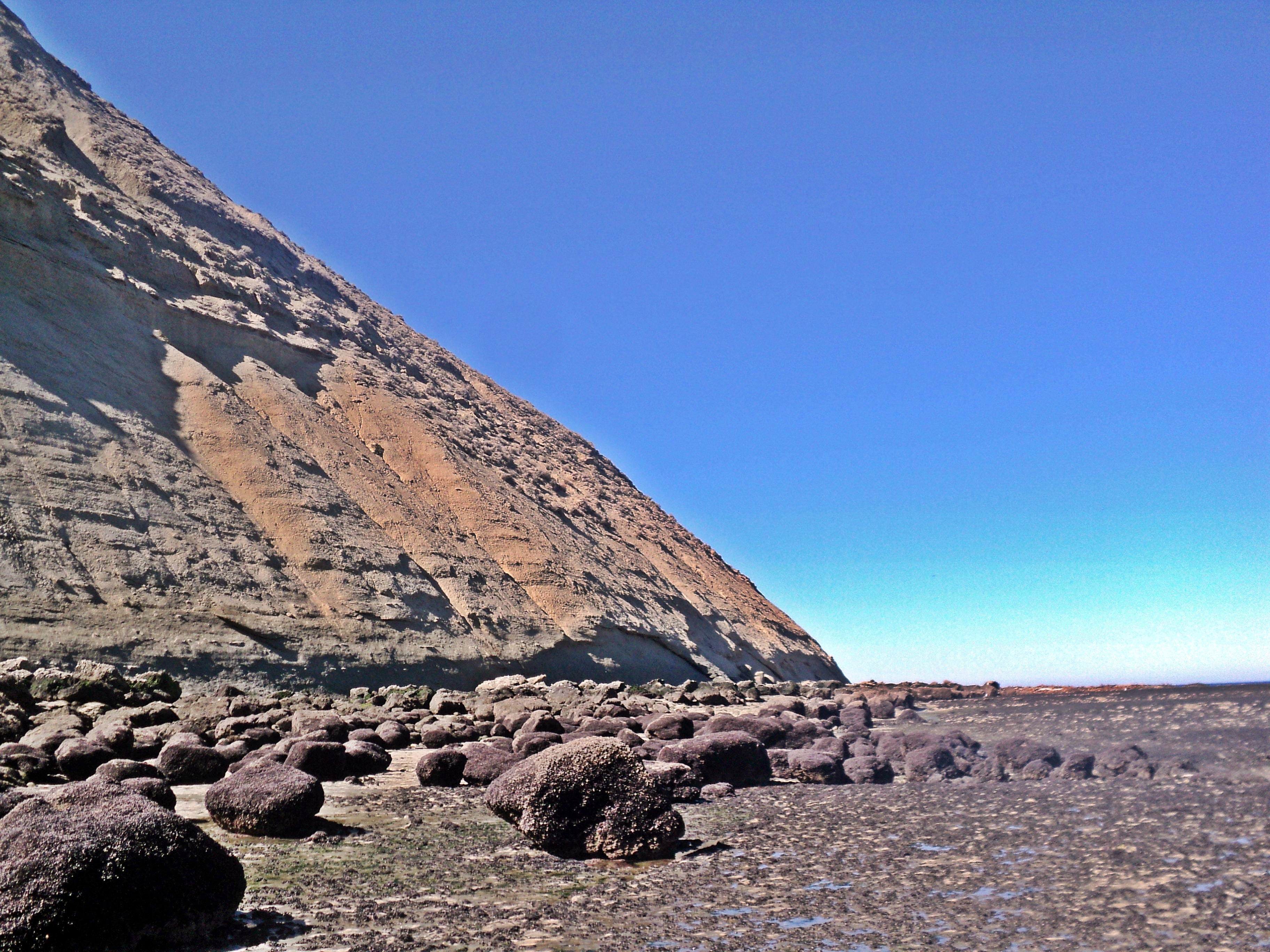
Extremo de la punta Marqués

La punta del Marqués es un accidente geográfico costero del golfo San Jorge, ubicado en la provincia del Chubut (Argentina), bordeando la ciudad de Rada Tilly. A ambos lados de sus barrancas, se asientan las playas del balneario más austral de América, el Balneario Rada Tilly, que es parte de una extensa red de playas de arena que se prolongan hacia el sur.
Por su penetración de 2.5 kilómetros en el mar, es la saliente más importante del golfo.

## Toponimia

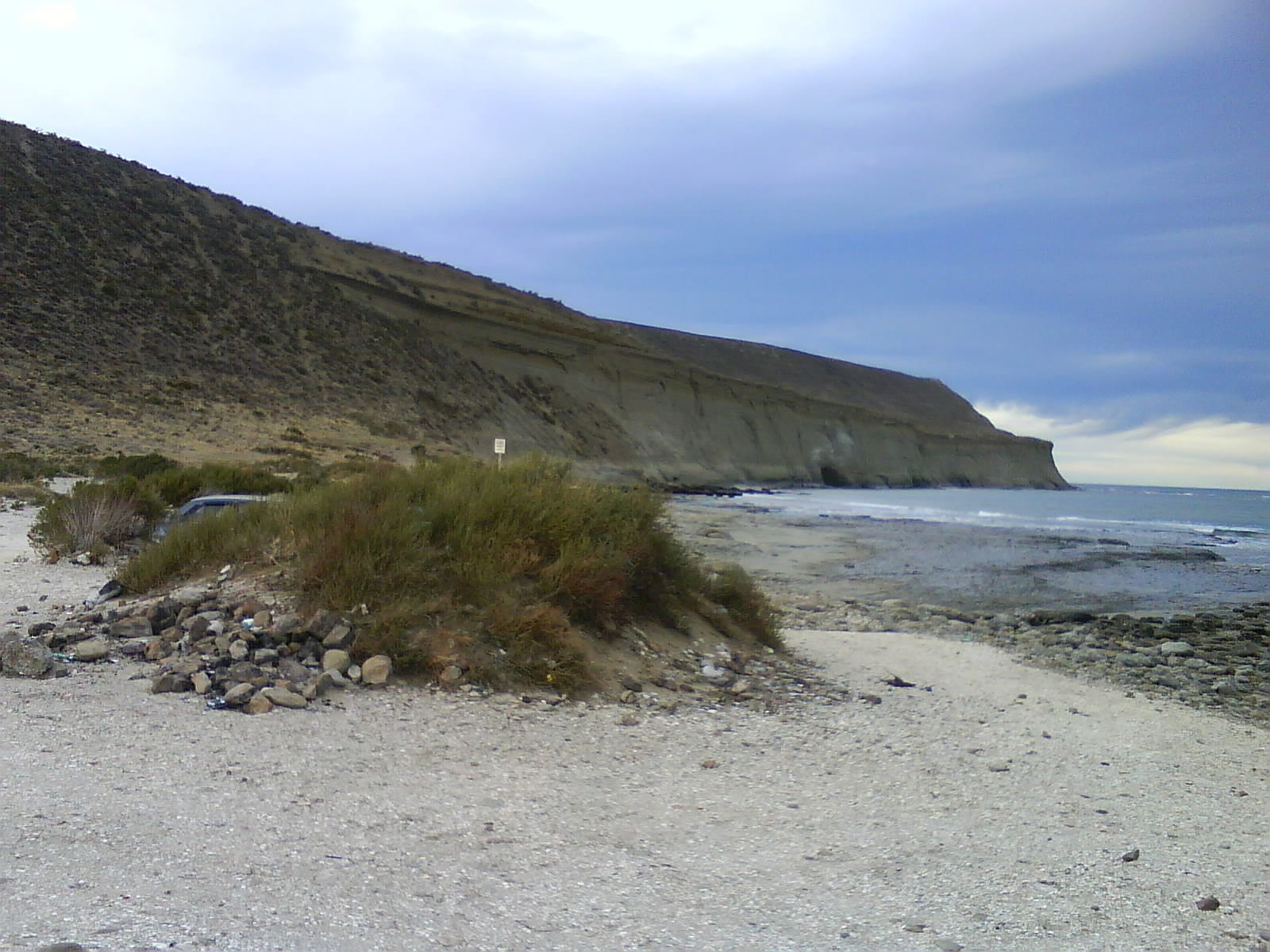
Vista hacia el norte de punta del Marqués

El nombre de esta punta se debe al marino español Francisco Javier Everando-Tilly y García de Paredes, más conocido como Marqués de Casa Tilly en España, quien durante los 1794 y 1795, combatió y batió a la Armada Portuguesa en el Río de la Plata. Si bien él nunca surcó los mares de Patagonia, en 1794 una expedición cartográfica organizada por la Corona española, a cargo de Juan Gutiérrez de la Concha, identificó en la actual provincia de Chubut la rada y el cabo que se llamó Punta del Marqués de Casa-Tilly, en recuerdo del jefe de la expedición que conquistó para la Corona la Colonia del Sacramento (Uruguay) en 1776. El nombre de Tilly perduró y hoy lo ostentan la bahía y la villa turística Rada Tilly, mientras que la punta ubicada inmediatamente al sur lleva por nombre "del Marqués".

## Playas

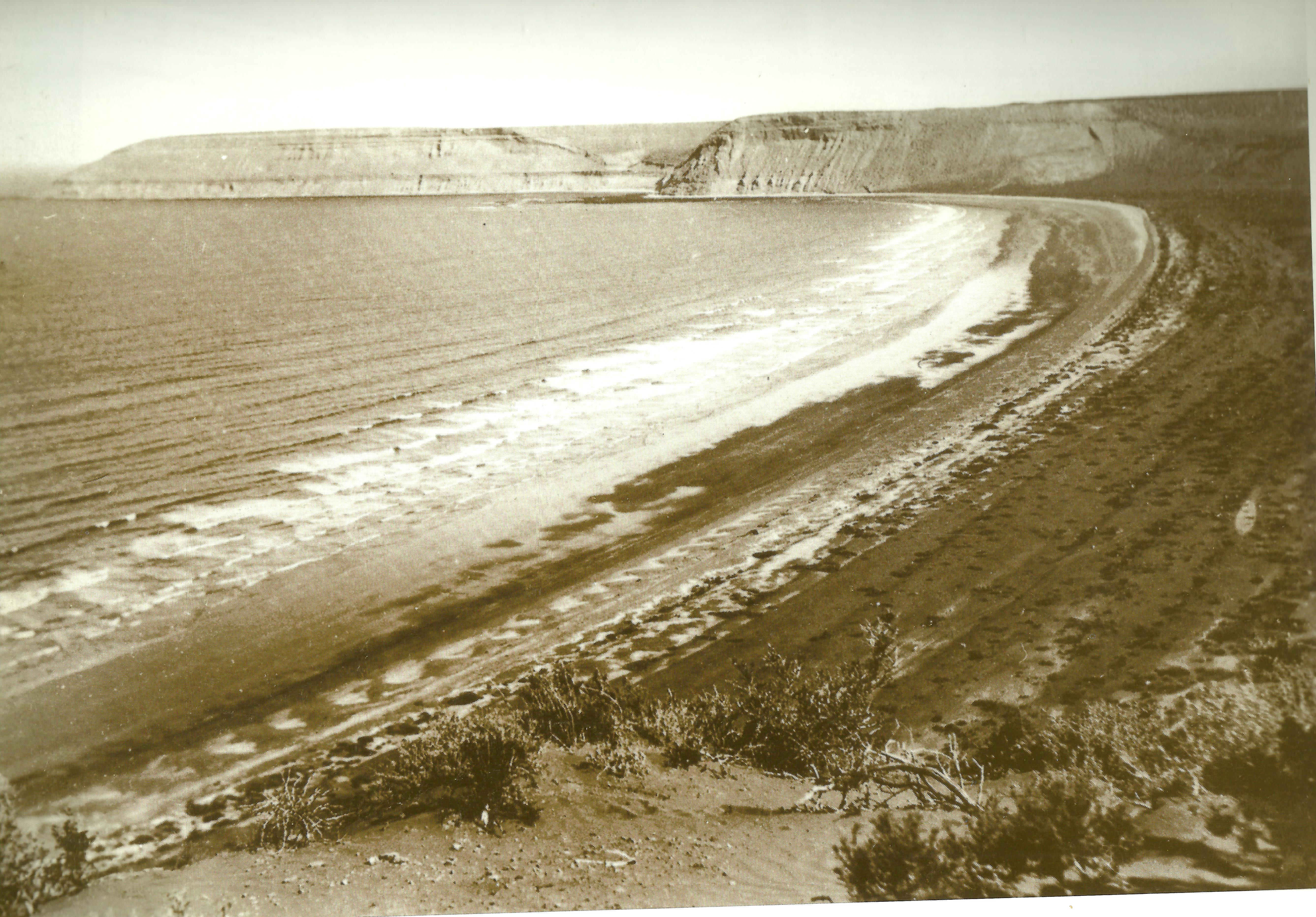
Vista de la imponente formación rocosa en años pasados

En sus costas se ubican el balneario Rada Tilly y la playa Bajada de Los Palitos. Ambas playas son integrante de un sistema de 8 playas de arena fina. Este sistema se halla en el golfo San Jorge y es de especial importancia, dado que tanto hacia el sur como el norte las demás playas son de ripio o composición similar. Las playas de la punta, junto con sus vecinas que la rodean sufren las limitaciones climáticas como bajas temperaturas fuera de la temporada veraniega y la intensidad de los vientos que suelen azotarlas con velocidades diversas. Estos dos fenómenos naturales suelen cobrarse víctimas, dado que todas las playas cercanas no cuentan con guardavidas, excepto en el balneario Rada Tilly o similares servicios de auxilio. 
Aunque se puede ir desde Rada Tilly hasta playa Bajada de los Palitos en marea baja; se tiene el peligro de quedar expuesto a la marea alta con el subsiguiente riesgo.
En 2016, los Domadores del Marqués rodearon por primera vez a nado la Punta del Marqués, constituyéndose ese nado como un ícono de la defensa de la playas públicas y la convivencia armónica en la naturaleza.

## Geomorfología

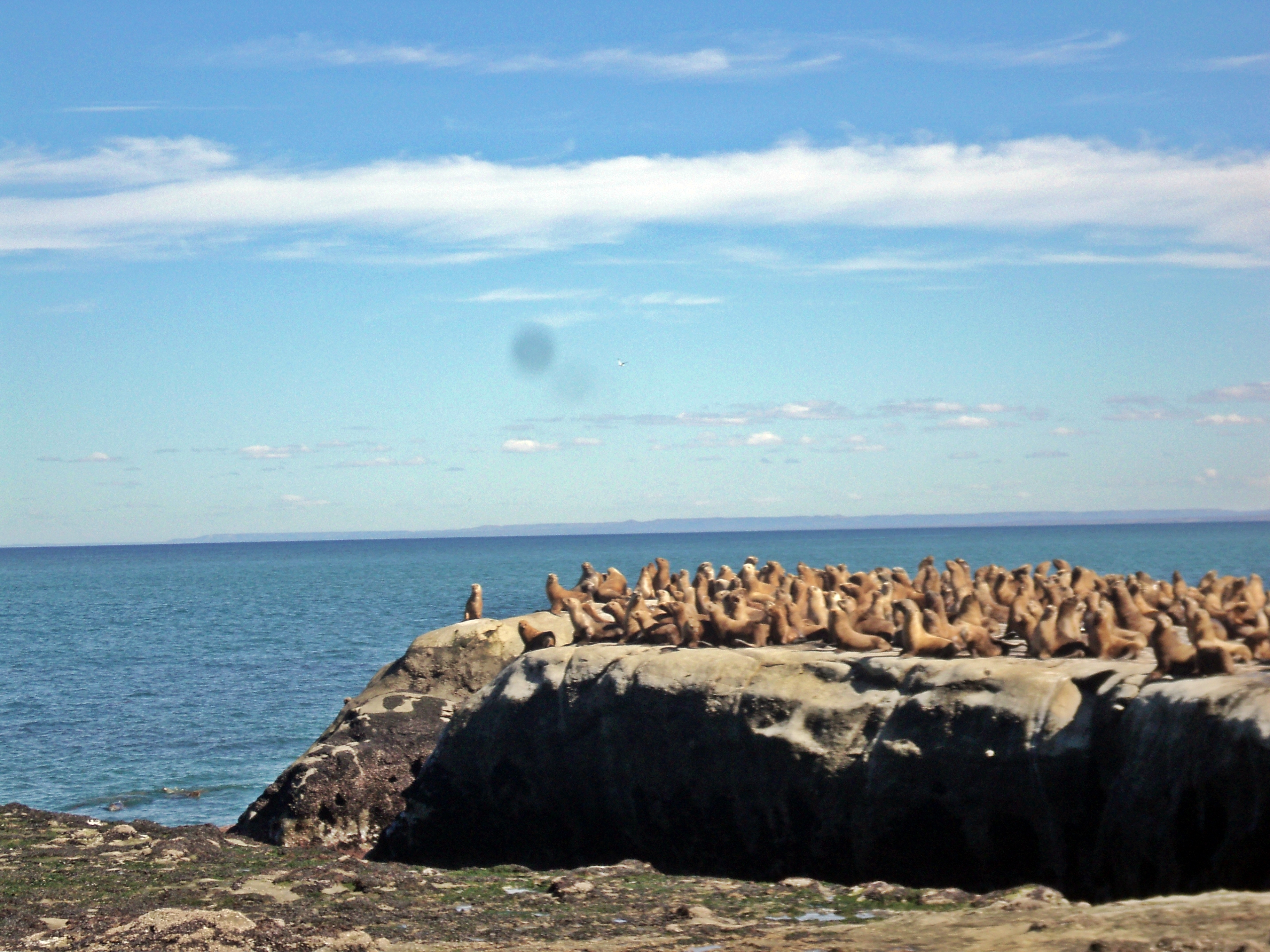
Lobería asentada a un costado de la restinga de punta del Marqués

Se trata de una punta constituida por rocas sedimentarias del terciario hace 35 millones de años. Sus faldas descendentes, así como en los cerros circundantes, están formadas por acumulaciones marinas de sucesivos ingresos del mar sobre el continente o diversos episodios de levantamientos, se trata de la "formación Patagonia". La demostración de ello es la existencia de fósiles con un espesor que aumenta hacia la costa. Se observan en esta formación, características del ambientes marinos como, erizos, caracoles turritelas, y los ostrones u ostreas; si se realiza una recorrida por los sectores altos que rodean a la Villa, puede toparse con numerosas valvas de ostras, y en algunos casos con ostras enteras en posición de vida.
El accidente costero penetra en el mar aproximadamente 2,5 kilómetros, convirtiéndose en la saliente más notable del golfo San Jorge. Se ubica en la posición geográfica 45°57′27.22″S 67°32′20.46″O / -45.9575611, -67.5390167, estando prácticamente en el centro geográfico de dicho golfo. La altura máxima de la punta es de 167 m s. n. m.. A ambos costados de la punta existen altos acantilados activos, caracterizados por los constantes derrumbes y movimientos de tierra en masa debido a la erosión del mar, el viento y las escasas lluvias. Su base comprende una plataforma rocosa plana de contornos variables y bloques de derrumbe.La margen que da hacia Rada Tilly donde se halla el mirador Scavuzzo sufrió serios derrumbes que ocasionaron daños a algunos vecinos.

## Miradores
La punta es descripta como una especie de fortín natural que culmina a 167 m s. n. m.. En la reserva existe un mirador dedicado al avistaje de lobos marinos de un pelo. Esta área protegida cuenta con servicio de binoculares y guías durante todos los días de temporada alta. Para esto, se cuenta con un pequeño centro de interpretación, excelentes puntos panorámicos y lugares desde donde se puede observar una colonia de un centenar de lobos marinos. También, logran diversas vistas a través del sendero interpretativo en 9 miradores. Posee variadas perspectivas sobre toda Rada Tilly y, más allá, hacia las torres del centro de Comodoro Rivadavia, Caleta Olivia de Noche, otras puntas y accidentes costeros y geográficos.
Debido a la erosión del mar, el viento y las escasas lluvias, el acantilado presenta constantes movimientos y derrumbes, siendo peligroso su borde.

## Reserva natural Punta del Marqués
En el año 1986 se creó la reserva natural Punta del Marqués, a la cual es posible acceder mediante un camino consolidado de ripio. El principal atractivo lo constituye el apostadero reproductivo de lobo marino de un pelo (Otaria flavescens). La temporada turística se extiende de diciembre a abril, y desde un sendero con cartelería se puede interpretar el paisaje observado. En la base de la punta existen extensos intermareales, donde habita una diversidad de organismos que sirven de alimento a un importante número de aves marinas.
Al pie de la ladera sur se encuentra el apostadero de lobos marinos de un pelo, declarado por Ley Provincial, como reserva natural turística y unidad de investigación biológica. La permanencia de los lobos marinos en la punta del Marqués es permanente durante todo el año, pero en mayor número pueblan el apostadero entre agosto y diciembre.
A un costado del sendero existe un yacimiento de ostreas, a la vista del público, de 15 millones de años de antigüedad.
En lo alto de la reserva se halla un pequeño centro de interpretación, excelentes puntos panorámicos y lugares desde donde se puede observar una colonia de un centenar de lobos marinos. El área protegida cuenta con servicio de guías y binoculares, todos los días de la temporada alta.
Para noviembre de 2022 La Legislatura de la provincia, aprobó el proyecto de ley que establece la ampliación de los límites del Área Natural Protegida, con el fin de resguardar las especies que conviven en la superficie terrestre y marina. La ampliación lograda del área marcó un hecho histórico tan trascendental como su creación.

### Características
La reserva homónima es denominada Reserva Natural Turística Unidad de Investigación Turística. Esta abarca 100 hectáreas sobre la Punta del Marqués y sus costas. El clima y el paisaje son propios de Estepa patagónica-Mar Argentino, y está emplazada a unos 7 km del municipio de Rada Tilly. Entre sus objetivos de conservación se destacan la preservación de especies y diversidad genética, la investigación científica y la protección de una zona del litoral marino y estepa arbustiva patagónica donde hay un apostadero reproductivo del lobo marino de un pelo (Otaria flavescens). Asimismo, es una zona de investigación científica y una unidad de investigación biológica.

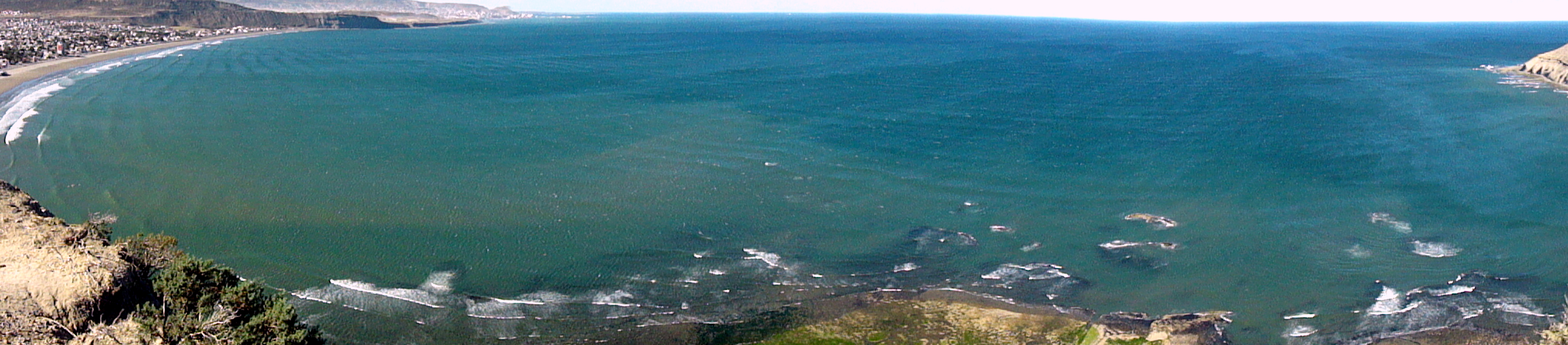
La rada Tilly desde punta Marqués